# Mistrzostwa Świata w Biathlonie 2016 – sztafeta mężczyzn
Sztafeta mężczyzn na Mistrzostwach świata w biathlonie 2016 w Oslo odbyła się 12 marca. Polska sztafeta w składzie: Mateusz Janik, Grzegorz Guzik, Rafał Penar i Łukasz Szczurek została zdublowana z sześcioma innymi zespołami i zajęła 21. miejsce. Łącznie wystartowało 25 sztafet narodowych.

## Wyniki
| Miejsce | Nr | Zespół                                                                                   | Czas                                      | Strzały (P+S)                           | Strata  |
| ------- | -- | ---------------------------------------------------------------------------------------- | ----------------------------------------- | --------------------------------------- | ------- |
| 01 !    | 1  | Norwegia · Ole Einar Bjørndalen · Tarjei Bø · Johannes Thingnes Bø · Emil Hegle Svendsen | 1:13:16,8 18:09,3 18:01,9 18:03,1 19:02,5 | 0+1 0+6 0+0 0+2 0+1 0+1 0+0 0+0 0+0 0+2 | —       |
| 02 !    | 4  | Niemcy · Erik Lesser · Benedikt Doll · Arnd Peiffer · Simon Schempp                      | 1:13:28,3 18:00,2 18:11,3 18:32,2 18:44,6 | 0+2 0+3 0+0 0+0 0+1 0+1 0+0 0+1         | +11,5   |
| 03 !    | 9  | Kanada · Christian Gow · Nathan Smith · Scott Gow · Brendan Green                        | 1:13:40,2 18:14,9 17:57,5 18:36,3 18:51,5 | 0+1 0+4 0+0 0+0 0+1 0+1 0+0 0+3 0+0 0+0 | +23,4   |
| 4.      | 5  | Austria · Sven Grossegger · Simon Eder · Julian Eberhard · Dominik Landertinger          | 1:14:10,3 18:32,3 17:46,2 19:03,8 18:48,0 | 0+3 1+7 0+0 0+3 0+1 0+0 0+2 1+3 0+0 0+1 | +53,5   |
| 5.      | 15 | Czechy · Michal Krčmář · Jaroslav Soukup · Ondřej Moravec · Michal Šlesingr              | 1:14:11,2 18:07,7 18:14,4 19:03,2 18:45,9 | 0+2 0+5 0+1 0+0 0+0 0+1 0+0 0+3 0+1 0+1 | +54,4   |
| 6.      | 2  | Rosja · Maksim Cwietkow · Jewgienij Garaniczew · Anton Babikow · Anton Szypulin          | 1:14:23,2 18:25,2 18:50,8 18:44,1 18:23,1 | 0+4 1+3 0+0 0+0 0+0 1+3 0+2 0+0         | +1:06,4 |
| 7.      | 17 | Szwecja · Torstein Stenersen · Jesper Nelin · Peppe Femling · Fredrik Lindström          | 1:14:23,4 18:24,3 18:15,2 19:10,6 18:33,3 | 0+4 0+6 0+3 0+0 0+0 0+1 0+1 0+3 0+0 0+2 | +1:06,6 |
| 8.      | 6  | Stany Zjednoczone · Lowell Bailey · Leif Nordgren · Tim Burke · Sean Doherty             | 1:14:44,1 18:07,4 19:09,0 18:33,0 18:54,7 | 0+3 0+2 0+0 0+1 0+1 0+1 0+1 0+0         | +1:27,3 |
| 9.      | 3  | Francja · Simon Fourcade · Simon Desthieux · Quentin Fillon Maillet · Martin Fourcade    | 1:15:14,5 18:31,2 18:50,8 18:58,1 18:54,4 | 0+2 0+8 0+1 0+3 0+0 0+3 0+1 0+2 0+0 0+0 | +1:57,7 |
| 10.     | 10 | Szwajcaria · Jeremy Finello · Serafin Wiestner · Benjamin Weger · Mario Dolder           | 1:15:22,6 19:14,2 17:59,0 18:45,3 19:24,1 | 0+3 0+4 0+0 0+2 0+1 0+0 0+1 0+2         | +2:05,8 |
| 11.     | 7  | Włochy · Christian De Lorenzi · Lukas Hofer · Thomas Bormolini · Dominik Windisch        | 1:15:41,0 18:31,0 18:07,6 19:45,1 19:17,3 | 0+2 1+6 0+1 0+0 0+1 0+1 0+0 1+3 0+2 0+2 | +2:24,2 |
| 12.     | 11 | Słowacja · Matej Kazár · Tomáš Hasilla · Michal Šíma · Martin Otčenáš                    | 1:16:37,7 18:09,6 18:30,4 20:17,4 19:40,3 | 0+3 1+5 0+1 0+0 0+0 0+0 0+0 1+3 0+2 0+2 | +3:20,9 |
| 13.     | 12 | Bułgaria · Krasimir Anew · Anton Sinapow · Władimir Iliew · Michaił Kleczerow            | 1:16:42,7 18:21,1 19:01,4 18:26,6 20:53,6 | 0+5 3+5 0+0 0+1 0+3 0+1 0+2 0+0 0+0 3+3 | +3:25,9 |
| 14.     | 18 | Estonia · Rene Zahkna · Kauri Kõiv · Roland Lessing · Kalev Ermits                       | 1:16:46,1 18:34,6 18:46,9 19:40,1 19:44,5 | 1+5 0+4 0+0 0+1 0+0 0+0 0+2 0+2 1+3 0+1 | +3:29,3 |
| 15.     | 13 | Białoruś · Uładzimir Czapielin · Juryj Ladau · Dzmitryj Dziużau · Alaksandr Darożka      | 1:17:22,6 18:32,6 19:10,7 19:33,6 20:05,7 | 1+9 0+3 0+2 0+0 0+2 0+1 1+3 0+0 0+2 0+2 | +4:05,8 |
| 16.     | 8  | Ukraina · Serhij Semenow · Ołeksandr Żyrnyj · Witalij Kilczycki · Dmytro Pidruczny       | 1:17:39,3 19:06,6 19:23,1 19:37,3 19:32,3 | 1+8 0+6 1+3 0+0 0+2 0+2 0+0 0+3 0+3 0+1 | +4:22,5 |
| 17.     | 19 | Słowenia · Klemen Bauer · Rok Tršan · Lenart Oblak · Miha Dovžan                         | 1:17:49,9 18:15,9 19:42,3 19:30,6 20:21,1 | 0+5 0+2 0+1 0+1 0+2 0+1 0+1 0+0         | +4:33,1 |
| 18.     | 16 | Rumunia · George Buta · Marius Ungureanu · Cornel Puchianu · Remus Faur                  | 1:19:26,1 19:13,9 19:42,5 19:15,1 21:14.6 | 0+3 1+3 0+1 0+0 0+0 0+0 0+2 1+3         | +6:09,3 |
| 19.     | 20 | Finlandia · Tuomas Grönman · Olli Hiidensalo · Teemu Huhtala · Sami Orpana               | 1:20:30,4 18:25,5 19:46,7 20:54,1 21:24,1 | 1+6 0+4 0+0 0+1 1+3 0+0 0+1 0+1 0+2 0+2 | +7:13,6 |
| 20.     | 14 | Kazachstan · Jan Sawicki · Anton Pantow · Maksim Braun · Wasilij Podkorytow              | LAP 18:14,6 19:37,6 21:47,1               | 3+7 0+5 0+0 0+1 0+2 0+0 3+3 0+1 0+3 0+2 | —       |
| 21.     | 24 | Polska · Mateusz Janik · Grzegorz Guzik · Rafał Penar · Łukasz Szczurek                  | LAP 19:59,5 19:58,8 20:34,7               | 0+3 1+6 0+1 1+3 0+2 0+1 0+0 0+2         | —       |
| 22.     | 23 | Japonia · Junji Nagai · Mikito Tachizaki · Tsukasa Kobonoki · Yuki Nakajima              | LAP 19:14,1 20:06,9 20:50,0               | 2+7 1+6 0+2 0+1 0+2 0+2 2+3 0+0 0+0 1+3 | —       |
| 23.     | 22 | Litwa · Tomas Kaukėnas · Karol Dąbrowski · Vytautas Strolia · Rokas Suslavičius          | LAP 20:32,6 20:04,1 20:45,3               | 3+9 0+6 1+3 0+3 0+2 0+0 2+3 0+2 0+1 0+1 | —       |
| 24.     | 25 | Belgia · Michael Rösch · Thierry Langer · Tom Lahaye-Goffart · Thorsten Langer           | LAP 18:34,3 20:36,6 21:30,7               | 0+5 0+8 0+0 0+2 0+2 0+2 0+0 0+3 0+3 0+1 | —       |
| 25.     | 21 | Łotwa · Daumants Lūsa · Ingus Deksnis · Roberts Slotiņš · Aleksandrs Patrijuks           | LAP 20:30,9 21:56,5 23:50,6               | 4+9 5+7 0+1 0+0 3+3 0+1 1+3 4+3 0+2 1+3 | —       |